# Another Suitcase in Another Hall
"Another Suitcase in Another Hall" é uma música composta por Tim Rice e Andrew Lloyd Webber para o musical Evita (1978) e interpretado pela cantora escocesa Barbara Dickson. Vinte anos depois, a cantora americana Madonna gravou uma versão dessa música para a trilha sonora do filme Evita (1996), na qual interpretou Eva Perón. A gravadora Warner Bros. Records lançou a música como a terceira e último single do álbum em 3 de março de 1997 apenas na Europa. Ao contrário do musical, Madonna canta após terminar seu relacionamento com Agustín Magaldi e decide que quer melhorar sua vida.
"Another Suitcase in Another Hall" não foi promovido e apenas um vídeo foi criado usando imagens com cenas do filme. Em termos gerais, ela obteve análises muito positivas de críticos de música e jornalistas, que elogiaram a voz da cantora por dar à personagem mais vulnerabilidade, além de ser considerada "maravilhosa". Do ponto de vista comercial, alcançou as dez primeiras posições na Bélgica, Itália e Reino Unido.

## Antecedentes e desenvolvimento

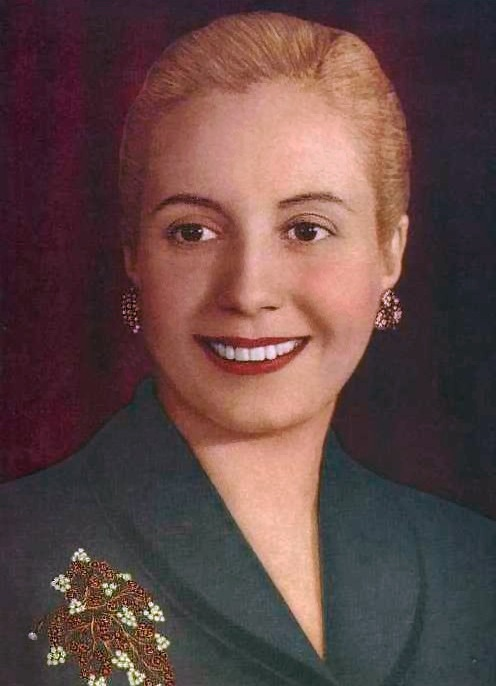
Em 1996, Madonna estrelou o filme Evita no papel principal da política Eva Perón (imagem).

"Another Suitcase in Another Hall" foi composto por Tim Rice e Andrew Lloyd Webber para o musical Evita (1976) e realizado pela cantora escocesa Barbara Dickson. Em 1996, Madonna atuou como Eva Perón na adaptação cinematográfica do musical; Ela sempre quis interpretar Eva e até escreveu uma carta de oito páginas para o diretor Alan Parker, explicando o quão perfeita ela seria para o papel. Depois de conseguir o papel, ela passou por seis meses de treinamento vocal com a professora Joan Layder, já que o filme exigia que os atores cantassem suas próprias partes. A esse respeito, Madonna comentou: "Usei partes da minha voz que nunca havia usado antes e exigi um registro muito alto ao qual não estava acostumada. Minha treinadora vocal, que Deus a abençoe, me deu confiança. Desde o início, ela me disse: "Você fará isso e fará bem". Mas eu estava com medo. Layder compartilhou sua opinião e mencionou que "Evita é um musical real — é operístico, de certa forma". A diferença do musical, onde a música é interpretada pelo amante adolescente de Perón — no papel de Siobhán McCarthy — depois que Eva a expulsou, no filme Madonna canta depois de terminar seu relacionamento com Agustín Magaldi e decide que ela quer melhorar sua vida. "Another Suitcase in Another Hall" não foi promovida e apenas um vídeo foi criado usando imagens com cenas do filme.
É a sétima faixa da trilha sonora Evita, de 1996, e a gravadora Warner Bros. Records lançou como o terceiro e último single — somente na Europa — em 3 de março de 1997. Seu lançamento estava disponível em CD single, maxi-single e cassete: Os dois primeiros formatos continham a faixa, "You Must Love Me" e "Hello and Goodbye"; a diferença é que o CD também incluiu o remix do Miami Mix Edit de "Don't Cry for Me Argentina", enquanto a versão maxi optou pela balada "Waltz for Eva and Ché". Inicialmente, havia planos para colocar à venda um Extended play (EP) de Evita, onde remixes de "Buenos Aires", "Do not Cry for Me Argentina" e "Don't Cry for Me Argentina" foram incluídos, mas, eventualmente, foram cancelados.

## Gravação e composição
As sessões de gravação da trilha sonora do filme começaram em setembro de 1995 e foram realizadas nos estúdios da CTS em Londres, com Madonna acompanhada por seus colegas de elenco Antonio Banderas e Jonathan Pryce. No entanto, surgiram problemas quando a cantora não se sentia à vontade trabalhando com um "guia vocal", além de uma orquestra de 84 músicos no estúdio simultaneamente. Eu costumava cantar em uma faixa pré-gravada e não tinha músicos ouvindo. Além disso, ao contrário das trilhas sonoras anteriores, não tinha controle sobre o projeto; Nesse sentido, ela enfatizou: "Estou acostumada a compor minhas próprias músicas e ir ao estúdio, escolher os músicos e dizer o que soa bem ou não. Trabalhar em 46 músicas com todos os envolvidos e não ter nada a dizer foi uma grande mudança. Foi difícil entrar, derramar minhas entranhas e depois dizer: "Faça o que quiser com ele". Uma reunião de emergência foi realizada entre Parker, Lloyd Webber e Madonna, onde foi decidido que ele gravaria sua parte em um estúdio mais contemporâneo, enquanto a orquestração ocorreria em outro lugar. Além disso, ele também teve dias alternados das gravações.
Versão começa com a mesma dedilhar de guitarra arpejo,. e Madonna canta com uma voz ofegante, o que dá a vulnerabilidade de seu personagem. A primeira leva de entrada vogal para uma melodia "cativante" com a frase de abertura então — "E o que acontece agora?" —, que é repetido duas vezes. De acordo com a partitura publicada no Musicnotes.com pela Universal Music Publishing Group, a música é definida como um compasso de 4/4 com um ritmo de 50 batidas por minuto. É composto clave de dó mayor e o registro vocal de Madonna se estende da nota desde lá3 a mi5 Uma progressão harmônica de dó-fá-sol-do segue quando a intérprete canta a linha "Eu não espero que meus casos de amor durem por muito tempo" e depois muda para fá-dó-mi-ré menor-sol7-dó-sol quando ele recita "Nunca auto me enganei que meus sonhos viriam a se tornem reais".

## Recepção

### Critíca

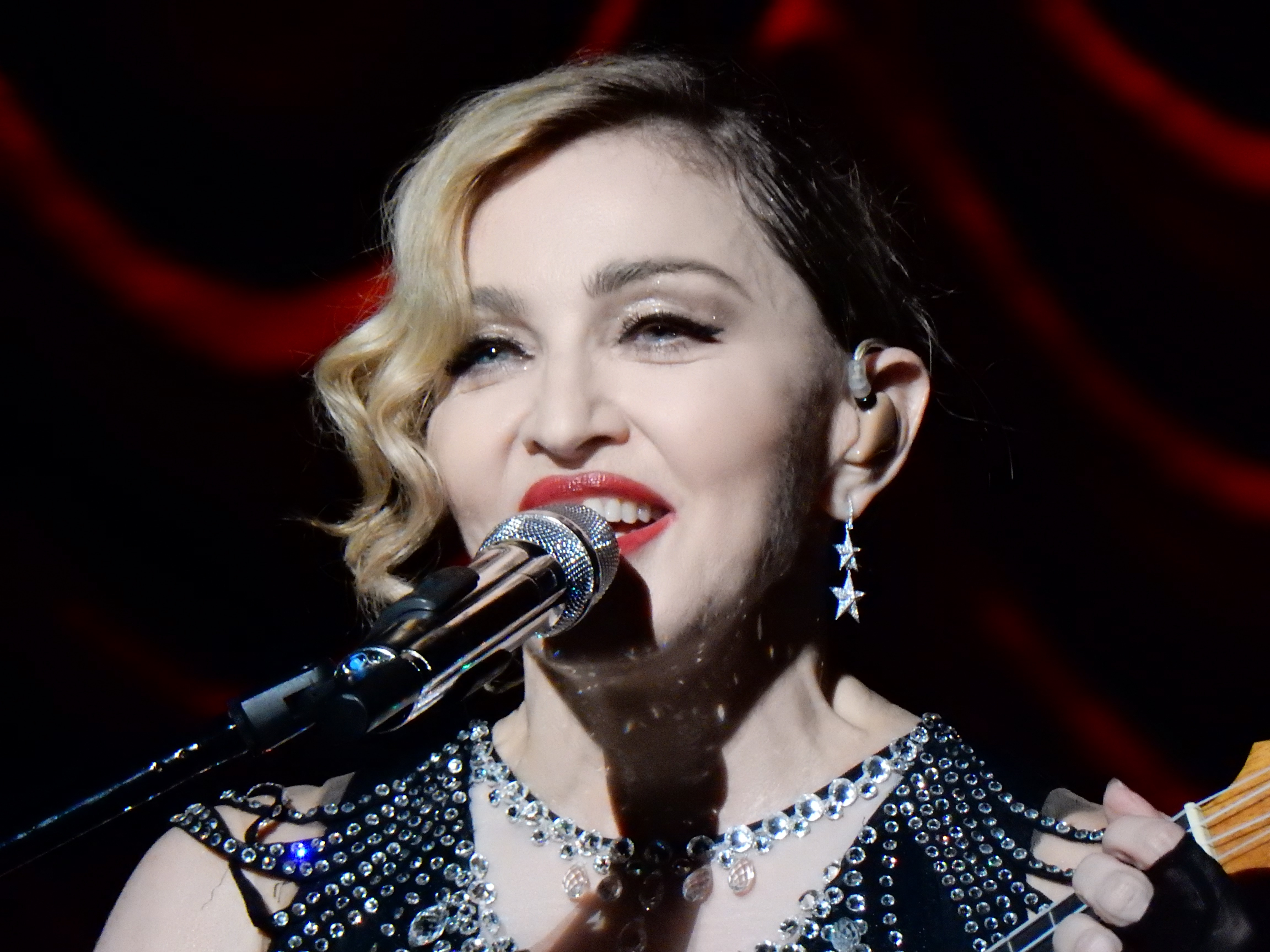
Os críticos elogiaram a voz de Madonna (foto) por dar à personagem Eva Perón mais vulnerabilidade.

No geral, "Another Suitcase in Another Hall" recebeu comentários muito positivos de críticos de música e jornalistas, que elogiaram a voz de Madonna e a produção final. Dessa forma, Geoff Burpee, da revista Billboard, considerou "um momento íntimo e excelente da trilha sonora" e afirmou que "sim, pessoal, ela pode cantar". David Gritten, do Los Angeles Times, disse que a voz do artista parecia "perfeita e clara como a água". O Bangor Daily News a chamou de "triste", mas sua voz dá à personagem no filme uma atitude "um pouco mais humana". Greg Morago, do Hartford Courant, ele sentiu que na linha do refrão "Para onde eu vou?", que a chamou de "comovente", Madonna confere uma vulnerabilidade frágil e necessária à sua personagem Eva Perón. Uma das melhores críticas veio de Richard Harrington, do Washington Post, que afirmou que Madonna "faz o seu melhor "na balada "maravilhosa" de "Another Suitcase in Another Hall".
Jose F. Promis, em suas críticas ao single da Allmusic, premiou três estrelas em cinco, classificou-a de "música maravilhosa" e apontou que a cantora apresenta uma performance "medida e inspirada", mesmo que a tenha visto como uma "jóia" esquecido". Ainda assim, ele observou que se espera encontrar o caminho para futuras coleções de sucesso de Madonna. Peter Keough, de Boston Phoenix, observou que as melhores cenas do artista em Evita são "duetos íntimos", como "Another Suitcase in Another Hall", chamando de "uma exploração emocionante e encantadora de sentimentos, desgraças e determinação cantada". por uma jovem Eva forçada à prostituição". Thomas S. Hischak, em seu livro The Oxford Companion to the American Musical: Theatre, Film, and Television, a chamou de "lamentável", e Neil Strauss, do The Herald Journal, disse que "Madonna brilha em 'Another Suitcase in Another Hall'". Matthew Rettenmund, autor da Encyclopedia Madonnica, incluído a faixa na posição número 86 "A Percepção Imaculada: Todo os Singles de Madonna, do Melhor ao Pior" uma lista de 221 músicas gravadas pela cantora até 2013.

### Comercial
Por não ter sido lançado nos Estados Unidos, "Another Suitcase in Another Hall" não era elegível para entrar no Billboard Hot 100. No Reino Unido, estreou e alcançou o sétimo lugar no UK Singles Chart em 29 de março de 1997, e esteve presente por um total de oito semanas; De acordo com a Official Charts Company, vendeu 75,233 cópias no país até Agosto de 2008. Os outros países onde alcançou o top dez foram na Bélgica e na Itália, onde ficou em quarto e sexto, respectivamente.

## Faixas e formatos
| CD single |                                    |         |  |
| N.º       | Título                             | Duração |  |
| 1.        | "Another Suitcase in Another Hall" |         |  |
| 2.        | "Don't Cry for Me Argentina"       |         |  |
| 3.        | "You Must Love Me"                 | 2:50    |  |
| 4.        | "Hello and Goodbye"                |         |  |

| Maxi single |                                                      |         |  |
| N.º         | Título                                               | Duração |  |
| 1.          | "Another Suitcase in Another Hall" (versão do álbum) | 3:32    |  |
| 2.          | "You Must Love Me" (versão do álbum)                 | 2:50    |  |
| 3.          | "Hello and Goodbye" (versão do álbum)                | 1:47    |  |
| 4.          | "Waltz for Eva and Ché"                              | 4:11    |  |

| Fita cassete |                                                      |         |  |
| N.º          | Título                                               | Duração |  |
| 1.           | "Another Suitcase in Another Hall" (versão do álbum) | 3:32    |  |
| 2.           | "Don't Cry for Me Argentina" (Miami Mix Edit)        | 4:31    |  |

## Créditos
- Madonna: vocal, mixagem.
- Tim Rice: composição.
- Andrew Lloyd Webber: composição, produção.
- Alan Parker: produção.
- Nigel Wright: produção, mixagem.
- David Reitzas: mixagem.
- John Mauceri: maestro.
- David Caddick: maestro.
- Mike Dixon: direção adicional de orquesta.

Créditos adaptados das notas principais do álbum.

## Desempenho nas tabelas musicais

### Tabelas semanais
| Tabela musical (1996)             | Melhor posição |
| --------------------------------- | -------------- |
| Bélgica (Ultratop de Flandres)    | 6              |
| Europa (European Hot 100 Singles) | 61             |
| Irlanda (IRMA)                    | 23             |
| Países Baixos (Single Top 100)    | 91             |
| Reino Unido (UK Singles Chart)    | 7              |
| Suécia (Sverigetopplistan)        | 60             |